# Фукс, Георгий Борисович
Гео́ргий Бори́сович Фукс (укр. Георгій Борисович Фукс; 15 декабря 1927, Киев — 10 марта 2008, Киев) — украинский советский инженер-мостостроитель, кандидат технических наук, профессор, лауреат премии Совета Министров СССР, лауреат Государственной премии СССР, Заслуженный строитель УССР (1991).

## Биография
Георгий Борисович Фукс родился 15 декабря 1927 года в Киеве в семье преподавателя Института народного образования Бориса Григорьевича Фукса и его жены врача Екатерины Михайловны Фукс.
- Окончил Киевский инженерно-строительный институт в 1949 году.
- С 1951 года работал в Киевском филиале Государственного института разведки и проектирования автомобильных дорог «Укрдорпроект».
- В 1983 году защитил кандидатскую диссертацию на тему «Разработка, исследование и внедрение новых прогрессивных конструкций автодорожных и городских мостов больших пролётов» (на примере балочных комбинированных систем).
- Преподавал в Киевском инженерно-строительном институте (КИСИ).
- В 1991 году удостоен почётного звания «Заслуженный строитель УССР».
- Умер 10 марта 2008 года в Киеве.

## Вклад
Автор 40 публикаций и 16 авторских изобретений в области мостостроения, главный инженер проектов сооружения мостов, в том числе через реку Неман в городе Гродно (Белоруссия), Даугаву в городе Рига (Латвия), арочно-консольного моста Метро, Северного моста, Южного и Подольского мостового перехода через реку Днепр в Киеве, строительство которого начато в 1993 году, но было завершено лишь в 2023 году (спустя 15 лет после смерти инженера). Георгий Борисович Фукс разработал гибкую технологию строительства автодорожных и городских большепролётных мостов.

## Награды
За проектирование и сооружение моста Метро и Московского моста через Днепр в Киеве Георгий Борисович Фукс удостоен премии Совета Министров СССР, а за мост через Даугаву в Риге и за внедрение в практику современных универсальных конструкций при строительстве Южного мостового перехода через Днепр — Государственной премии Союза ССР. Заслуженный строитель УССР (9 августа 1991).

## Мосты Фукса
- Новый мост через реку Неман — мост по улице Поповича через реку Неман, Гродно, Белоруссия — 1971 год;
- Мост Метро — метромост через реку Днепр, Киев — 5 ноября 1965 года;
- Северный мостовой переход — автодорожный мост через реку Днепр, Киев — 3 декабря 1976 года[5];
- Вантовый мост (Рига) — мост через реку Даугава, Рига, Латвия — июль 1981 года;
- Южный мостовой переход — метромост через реку Днепр, Киев — 25 декабря 1990 года[6][7];
- Подольский мостовой переход — мост через реку Днепр, Киев — 1 декабря 2023 года.

- Панорама моста Метро
- Мост Метро
- Северный мост (Киев)
- Подольский мостовой переход (строительство)